# 金泽美术工艺大学
金泽美术工艺大学（日语：金沢美術工芸大学）是一所坐落于日本石川县金泽市的公立学校。

## 历史
1946年由其地方政府在第二次世界大战结束之后于建校。1979年，该校开设研究生课程。

## 著名校友
- 宫本茂 - 著名游戏制作人
- 細田守 - 动画导演
- 井上直久 - 插画画家
- 米林宏昌 - 动画导演
- Kinuko Y. Craft - 美籍日裔画家